# Афремов, Иван Фёдорович
Ива́н Фёдорович Афре́мов (4 (15) августа 1794 — 16 (28) июня 1866) — русский историк-краевед, франкмасон.

## Биография
Происходил из дворянского рода Афремовых. Родился в сельце Сальница (Слободка) Белёвского уезда Тульской губернии (с 1964 года — Чернского района Тульской области); отец — майор Фёдор Семёнович Афремов (1763—1805) владел поместьями в Белёвском (дер. Бибино) и Новосильском (дер. Малые Озёрки) уездах. Фёдор Семёнович был потомком в седьмом колене запорожского казака Ивана Офремова, служившего в опричнине и пожалованного вотчиной в Белёвском уезде; он был потомком тульского осадного воеводы Н. И. Афремова (ум. ок. 1640). Матерью Ивана Фёдоровича была Ольга Алексеевна Лёвшина, сестра (по отцу) В. А. Лёвшина.
В 1808 году Иван Фёдорович Афремов поступил в Морской кадетский корпус. В 1812 году стал мичманом, а в 1817 году — лейтенантом флота; с этого же времени по 1819 год он служил на Северном флоте. По увольнении в чине капитан-лейтенанта поселился в имении своей матери Сальница (Слободка) Белёвского уезда.
В 1828—1834 годах преподавал в тульском Александровском кадетском корпусе, впоследствии упразднённом в 1863 году.
Похоронен в селе Савинково Белёвского уезда Тульской губернии (теперь Арсеньевского района Тульской области).

## Работы
Его сочинения были изданы в 2008 году: Собрание сочинений: научное издание / И. Ф. Афремов; Авт. предисл. Г. П. Присенко. — Тула: [б. и.], 2008. — 512 с. — ISBN 978-5-903587-06-3. В книгу вошёл целый его сочинений, изданных при ранее:
- Афремов И. Ф. Историческое обозрение Тульской губернии с картою, планом города Тулы 1741 года, реставрированными планами: крепостей города Тулы 1625 и 1685 годов, Куликовской битвы 1380 года, родословными таблицами князей Новосильских, Одоевских, Белёвских, Воротынских, и знаменитых дворян Демидовых. Ч. 1. — М., 1850.
- Афремов И. Ф. Кончина государыни императрицы Елизаветы Алексеевны // Тульские губернские ведомости. 1844. № 43-46.
- Афремов И. Ф. Краткое историческое описание Алексина с уездом его // Тульские губернские ведомости. 1844. № 9-12.
- Афремов И. Ф. Краткое историческое описание Белёва с уездом его // Тульские губернские ведомости. 1844. № 18-21, 23-24, 28-29.
- Афремов И. Ф. Краткое историческое описание Тульской губернии // Тульские губернские ведомости. 1843. № 7, 8, 11, 12, 16-18, 26, 30, 31, 33, 36, 44, 45.
- Афремов И. Ф. Куликово поле. — М. 1849.
- Афремов И. Ф. Куликовская битва // Тульские губернские ведомости. 1844. № 1-3, 9.
- [Афремов И. Ф.] N.N. В.А Лёвшин. Некролог // Северная пчела. 1826. № 105.
- Афремов И. Ф. Письмо к издателю Н. Полевому по поводу «Истории русского народа» // Московский телеграф. 1833. № 7.
- Записка И. Ф. Афремова о крестьянской реформе // Литературный вестник. 1901. Том 1,Кн. 1. — С. 307—309.